# Equipo de escalada de Reino Unido
El equipo de paracaidismo de Reino Unido representa a Reino Unido en el paracaidismo. Son administrados por el British Mountaineering Council y actualmente patrocinado por Oakwood Climbing Center y Quay Climbing Center. En 2018, el equipo tuvo su mejor temporada en el segundo lugar en la tabla de medallas de paracaidismo de los Campeonato Mundial de Escalada con 3 Campeones del Mundo ganando medallas de Oro, Plata y Bronce.

## Equipo actual
| - Abigail Robinson (B2) - Hannah Baldwin (RP2) - Anita Aggarwal (RP2) - Leanora Volpe (RP2) - Martha Evans (RP3) - Joanna Newton (AL2) - Isabella Walsh (AU2) - Matthew Phillips (AU2) - James Rudge (AU2) - Jesse Dufton (B1) | - Richard Slocock (B2) - Lux Losey (B3) - Kai Johnson (RP2) - Kenneth Ellacott (RP2) - Mikey Cleverdon (RP3) - Dave Bowes (RP3) - Martin Heald (AL2) - Josh padre (AL2) - Stuart Sneddon (AL2) - Luke Smith (RP3) |

## Entrenadores
- Robin O'Leary[2]

- Belinda Fuller[2]

## Palmarés
Campeonato Mundial de Paracaidismo 2018, 5 podios de Innsbruck y 3 campeones del mundo.
Campeonato Mundial de Paracaidismo 2019, los 9 podios de Briancon , incluidos todos los campeones mundiales defensores, retuvieron su título.
| Año  | Competencia                                   | Medalla de oro | Medalla de plata | Medalla de bronce | Total |
| ---- | --------------------------------------------- | -------------- | ---------------- | ----------------- | ----- |
| 2018 | Campeonato Mundial de Paracaidismo, Innsbruck | 3              | 1                | 1                 | 5     |
| 2019 | Campeonato Mundial de Paracaidismo, Brianzón  | 3              | 3                | 3                 | 9     |